# Fuori dal controllo
Fuori dal controllo è un album della band rock italiana dei Gang, pubblicato nel 1997 dalla Wea.

## Tracce
1. Muoviti
2. Fuori dal controllo (ispirata al profeta Davide Lazzaretti)
3. Fino alla fine
4. Giorni
5. Chi ha ucciso Ilaria Alpi?
6. Bruciami l'anima
7. Resta vivo
8. Il testimone (ispirata a Don Giuseppe Puglisi)
9. Colpevole di ghetto (ispirata a Nicola Sacco)
10. Dopo la pioggia (ispirata a Maria Goretti)
11. Iside (ispirata alla partigiana Iside Viana)
12. Il bandito Trovarelli (ispirata al bandito Pietro Trovarelli, Filottrano 1800)
13. Comandante (ispirata al subcomandante Marcos)

## Componenti
- Marino Severini - voce, chitarra
- Sandro Severini - chitarra elettrica
- Andrea Mei - fisarmonica, tastiere

Altri musicisti
- Cisco, Alberto, Franchino, Claudio Maioli, Giovanni e Massimo dei Modena City Ramblers - cori in Comandante
- Cristiano Maramotti - chitarra
- Marco Fabbri - violino
- Gianfranco Fornaciari - piano elettrico, minimoog, chitarra e cori
- Fabio Ferraboschi - basso, chitarra e cori
- Arcangelo "Kaba" Kavazzuti - batteria e percussioni
- Claudio Morselli - basso in Fino alla fine
- Tom Robbins - testo e voce in Colpevole di ghetto